# アオギリにたくして

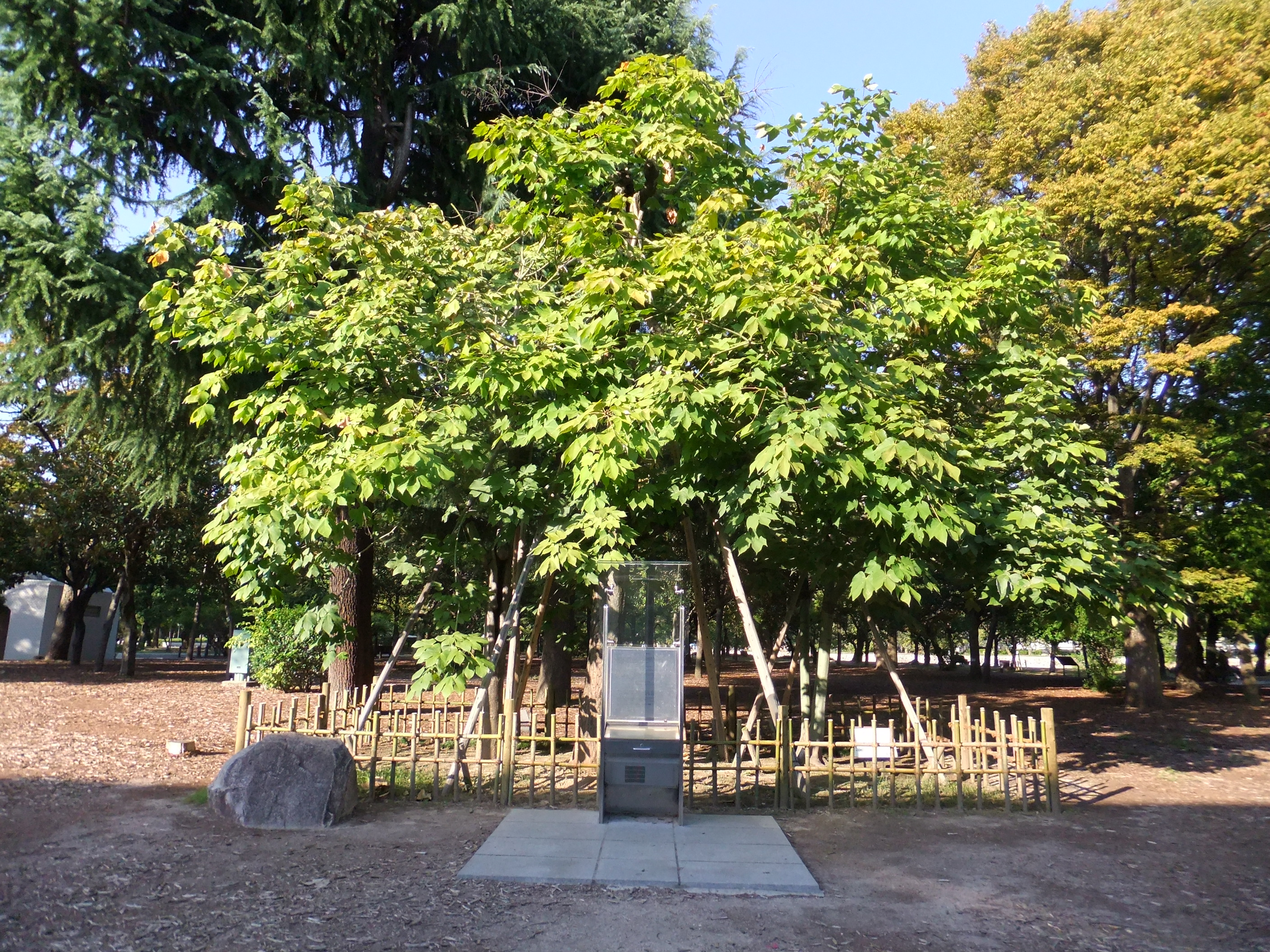
被爆アオギリ一世。現在は広島平和記念公園に移植されている。

『アオギリにたくして』は、2013年（平成25年）公開の日本映画。広島市への原子爆弾投下により左脚を失い壮絶な人生を歩みながらも、焼け跡に芽吹いたアオギリの生命力に励まされて語り部として生き抜いた平和運動家、沼田鈴子をモデルにした物語である。

## ストーリー
2012年（平成24年）。フリーライターの片桐千草は、東日本大震災の被災地の取材中に、福島県の被災者たちにより植樹されている被爆アオギリと、そのアオギリにまつわる広島の人物に強く興味をひかれ、広島へ向かう。その人物・田中節子はすでに故人であり、節子の妹の田中良重が姉の遺志を継ぎ、被爆アオギリの苗木を日本各地に発送していた。千草は良重の協力を得て、節子の物語の執筆を始める。
太平洋戦争中の1945年（昭和20年）8月。広島逓信局の事務員であった節子は、婚約者との祝言を間近に控えた矢先、広島原爆の直撃により左足を失う。さらに婚約者も戦死。希望を断たれた節子はその後も、障害者差別、恋仲となった柏木隆志との悲恋、隆志の自殺、父の死など、何度も絶望の淵に立たされる。しかし、被爆で焼け焦げたアオギリから若い眼が芽吹いている姿を見にし、枯木同然になりながらも生きようとするアオギリに心を打たれ、生きる希望を取り戻す。やがて10フィート運動への協力を機に語り部となり、平和運動家への道を歩み出す。
千草の取材結果は実り、節子の物語は『アオギリにたくして』の題で書籍化される。再び広島へ向かった千草は、良重に発行を報告し、再会を約束して良重と別れる。広島を発つ千草の手には、良重から託された被爆アオギリの苗木が携えられていた。

## キャスト
- 田中節子：原日出子（中年期以降、特別出演[4]）、塩出純子（青春期）
- 片桐千草：菅井玲
- 田中秀雄：風見しんご - 節子の父
- 田中清江：斉藤とも子 - 節子の母
- 堂内尚志：甲斐将馬 - 節子の上司
- 山城巧：二橋進 - 雑誌編集長、千草の元恋人
- 柏木隆志：柏木佑太
- 田中良重：牛島摩弓（老年期）、はらまいこ（青春期）
- 柏木みつ：大橋芳枝 - 隆志の母
- 白鳥春奈：朝霧靖子 - 節子の同僚
- 永沼秀明：渡辺裕之（友情出演[4]） - 10フィート運動の中心人物

## スタッフ：
- 統括プロデューサー：中村里美
- 撮影監督：倉本和人・曽根剛
- 編集：倉本和人
- チーフ助監督：中根克・上野山雅也
- 制作チーフ：中村里美・伊藤茂利　他
- 撮影：佐久間栄一　他
- 照明技師：淡路俊之　他
- 録音技師：山口勉 他
- 美術：中根加代估・与謝蕭風　他
- ヘアメイク：村松直美　他
- 音楽監督：伊藤茂利
- 主題歌・挿入歌：中村里美（作詞・作曲・歌）
- レコーディングエンジニア：岡部晃久
- MA：山下裕康
- 題字：吉田伸子
- 制作協力：渡川修一

## 製作
物語は、平成期の人物である主人公・片桐千草が、戦中から戦後を生きた人物である田中節子の半生を追い始め、田中節子を主人公とする昭和期の物語が展開される。物語はほぼ史実に沿っているが、異なる部分もある。
出演陣には広島出身の風見しんご、原爆小頭症の人々を支援する斉藤とも子も顔を揃えている。風見は被爆2世であるにもかかわらず、自身が被爆者でないことを理由に「未経験のことは中途半端にしか話すことができない」といって被爆2世としての仕事をほとんど断り続けていたが、長女の交通事故死をきっかけに、交通事故と同様、原爆により一瞬にして命が失われることの悲しみを伝えようと、この出演に臨んだという。また、広島市長の松井一實も特別出演している。

## 封切り
映画完成後、2013年7月に東京都で試写会が開催。その後、同年8月3日の東京都の渋谷アップリンクでの完成記念特別上映会を始め、日本各地で上映会が開催されている。2016年（平成28年）6月にはアメリカ各都市でも上映された。収益金の一部は被爆アオギリ2世、3世の植樹活動に活用されている。

## 作品の評価
2013年11月の記者会見後、広島の映画興行会社・序破急のニュースでは「まずは映画を見て欲しい。思わず応援したくなる、そんな映画です。映画を見終わったあとには必ずまっすぐな感動がある。そんな作品と同じ熱意をやはり作り手の人たちはお持ちなのでした」と報じられた。
映画の企画製作や上映に取り組む映画センター全国連絡会議は「反戦の思いを伝える秀作」と評価し、2015年（平成27年）の被爆70年に向け、本映画の上映に力を入れる方針と、日本各地に約30あるセンターによる上映と、被爆アオギリの植樹を進める方向を決定した。
2014年（平成26年）には、日本音楽著作権協会(JASRAC)で音楽文化の普及発展に寄与している個人・団体・作品などの功績を顕彰するために新設された「JASRAC音楽文化賞」を受賞し、「主題歌や挿入歌など、音楽が被爆者の方の思いを効果的に伝える役割を果たしている。平和の尊さや命の大切さを訴えかけていく取組みとして、原爆投下から70年になろうとしている今、顕彰する」と賞された。
2016年6月に行われたニューヨーク州の上映会でも反響は大きく、「なぜこれほど苦しい体験をしながら、被爆者は平和に貢献できるのか」などの声が何度も寄せられた。